# Harry Hill
Harold Heaton „Harry” Hill (ur. 8 maja 1916 w Padiham, zm. 31 stycznia 2009 w Bury) – brytyjski kolarz torowy, brązowy medalista olimpijski.

## Kariera
Największy sukces w karierze Harry Hill osiągnął w 1936 roku, kiedy wspólnie z Ernestem Millsem, Ernestem Johnsonem i Charlesem Kingiem zdobył brązowy medal w drużynowym wyścigu na dochodzenie podczas igrzysk olimpijskich w Berlinie. Był to jedyny medal wywalczony przez Hilla na międzynarodowej imprezie tej rangi. Był to również jego jedyny start olimpijski. Nigdy nie zdobył medalu na torowych mistrzostwach świata.